# Ушма (приток Тальмы)
Ушма (в верховье Тумпа) — река в России, приток Тальмы, протекает по Серовскому городскому округу Свердловской области. 
Исток в 8 км западнее озера Синдейское, на водоразделе Лозьвы и Сосьвы. Течёт на юго-запад по западному краю болота Аничково, берега заболочены. После протекания озера Ушинского (Ушминского) получает название Ушма. Устье реки находится в 2,2 км по правому берегу реки Тальмы. Длина реки составляет 43 км по другим данным 55 км.
Система водного объекта: Тальма → Лозьва → Тавда → Тобол → Иртыш → Обь → Карское море.

## Данные водного реестра
По данным государственного водного реестра России, Ушма относится к Иртышскому бассейновому округу, водохозяйственный участок реки — Тавда от истока и до устья, без реки Сосьвы от истока до водомерного поста у деревни Морозково, речной подбассейн Тобола, речной бассейн Иртыша.
Код объекта в государственном водном реестре — 14010502512111200009496.